# Еськино (Великоустюгский район)
Еськино — деревня в Великоустюгском районе Вологодской области.
Входит в состав Марденгского сельского поселения, с точки зрения административно-территориального деления — в Марденгский сельсовет.
Расстояние по автодороге до районного центра Великого Устюга — 9 км, до центра муниципального образования Благовещенья — 6 км. Ближайшие населённые пункты — Горшково, Куликово, Пушкариха.
По данным переписи в 2002 году постоянного населения не было.